# إيرالد درفيشي
إيرالد درفيشي Erald Dervishi (10 نوفمبر 1979) لاعب شطرنج ألباني يحمل لقب أستاذ كبير.
ولد في 10 نوفمبر 1979.
توج بطلا لألبانيا مرتين عامي 1996 و1997.
نال لقب غراند ماستر عام 1998، وكان أول ألباني يحصل على هذا اللقب.
منحه الرئيس الألباني بوجار نيشاني وساما عام 2017.
احتل التصنيف الأول في ألبانيا عام 2018.

## روابط خارجية
- إيرالد درفيشي على موقع الاتحاد الدولي للشطرنج (الإنجليزية)
- إيرالد درفيشي على موقع مباريات الشطرنج (الإنجليزية)
- إيرالد درفيشي على موقع 365Chess.com (الإنجليزية)
- إيرالد درفيشي على موقع Chesstempo.com (الإنجليزية)
- إيرالد درفيشي سجل أولمبياد الشطرنج على موقع OlimpBase.org (الإنجليزية)